# Granit Forsant
Granit Forsant (często mylony z  Kwakerfellerem i czasami z łączony), oryg. Flintheart Glomgold) – fikcyjna postać Disneya, występuje w komiksach i filmach animowanych z serii disneyowskich przygód Kaczora Donalda, Wujka Sknerusa i innych postaci z fikcyjnego stanu Kalisota.

## Debiut
Zadebiutował w 1956 roku w komiksie Carla Barksa The Second-Richest Duck (pl. O kawałek sznurka, Kaczor Donald 32/10). Pierwszym animowanym występem był 2. odcinek serialu Kacze opowieści pt. Wrongway in Ronguay. W polskiej wersji z lektorem, nosił nazwisko Starozłotnicki.

## Wróg
Granit Forsant jest rywalem Sknerusa McKwacza, chce odebrać mu tytuł „Najbogatszego Kaczora Świata”, ale może się przedstawiać tylko jako „Drugi Najbogatszy Kaczor Świata”. Rywalizacja nie zawsze jest uczciwa - Forsant często korzysta z pomocy m.in. Braci Be czy Magiki De Czar. Niewiele wiemy o rodzinie Granita, w komiksach pojawił się tylko jego kuzyn Afero, który podobnie jak on nie przepada za Sknerusem, oraz jego siostrzeniec-nieudacznik Kwacek Zgryz.

## Życie
Według Dona Rosy i jego komiksu Życie i czasy Sknerusa McKwacza po raz pierwszy Sknerus i Granit spotkali się w 1887 roku, kiedy to McKwacz szukał w Afryce złota. Wtedy Forsant ukradł mu wóz i zostawił samego na sawannie. Obecnie nadal mieszka w Afryce w skarbcu w dolinie Limpopo w Południowej Afryce, gdzie się urodził, czego można się dowiedzieć z komiksów Barksa i Rosy. Posiada także rezydencję w Kaczogrodzie.
W wielu europejskich komiksach oraz w obu Kaczych opowieściach Granit mieszka w Kaczogrodzie. To wyjaśnia dlaczego pojawia się czasami w „Klubie Miliarderów”. We wspomnianym serialu nosi on szkocki kilt (spódniczkę), co sugeruje jego szkockie pochodzenie. W serialu Kacze opowieści zmieniono jego pochodzenie na szkockie, ze względu na ówczesne stosunki między USA a Republiką Południowej Afryki (w 1987 r. w RPA trwał apartheid, który USA próbowało zwalczać m.in. poprzez sankcje ekonomiczne). W ten sposób Forsant stał się niejako Sknerusem „w krzywym zwierciadle” - obaj skąpi, uparci i oschli, ale jeden zdolny do czynienia dobra, drugi - nie. W wersji oryginalnej głosu użyczał mu Hal Smith, w polskiej – Andrzej Gawroński (pierwszy dubbing) i Tomasz Grochoczyński (drugi dubbing). Występuje w grze Duck Tales jako główny czarny charakter.
W nowych Kaczych opowieściach jest pokazany jako największy wróg biznesowy Sknerusa, który robi wszystko, by wyjść z cienia Sknerusa na każdym polu. W tej wersji jego rodzinnym krajem jest RPA i w rzeczywistości nazywa się Bajduś Mortadela (oryg. Duke Baloney), jednak po spotkaniu ze Sknerusem zmienia nazwisko na Granit Forsant i udaje szkockie pochodzenie przed opinią publiczną, m.in. poprzez noszenie tradycyjnego ubioru i wyuczony akcent w mowie (jako nawiązanie do poprzedniej wersji serialu). Jego model biznesowy oparty został na amerykańskich milionerach z lat 80. XX w. W wersji oryginalnej głosu użyczał mu Keith Ferguson, w polskiej – Tomasz Steciuk.